# Phyteuma scorzonerifolium
Phyteuma scorzonerifolium är en klockväxtart som beskrevs av Dominique Villars. Phyteuma scorzonerifolium ingår i släktet rapunkler, och familjen klockväxter. Inga underarter finns listade i Catalogue of Life.

## Bildgalleri

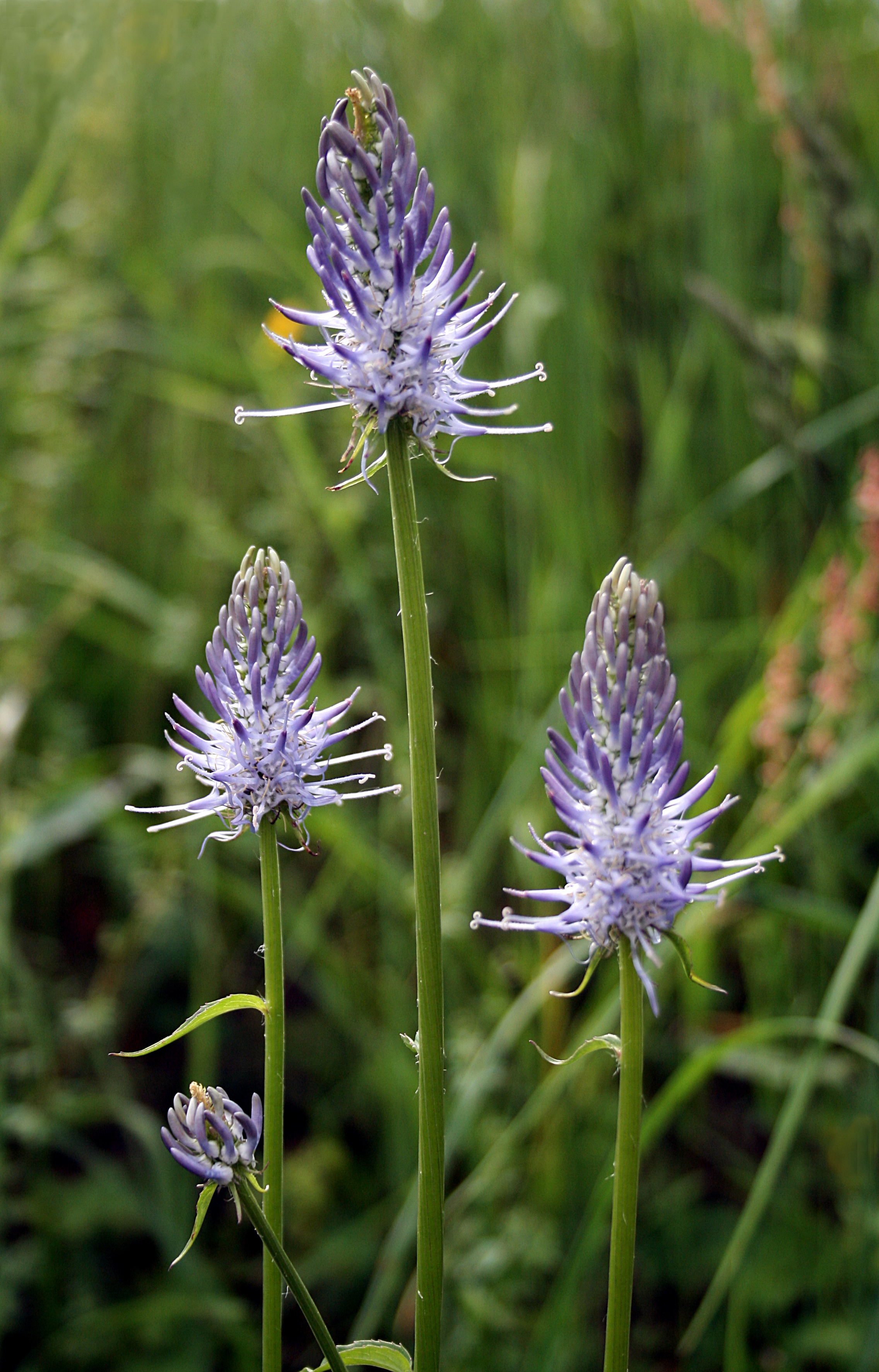
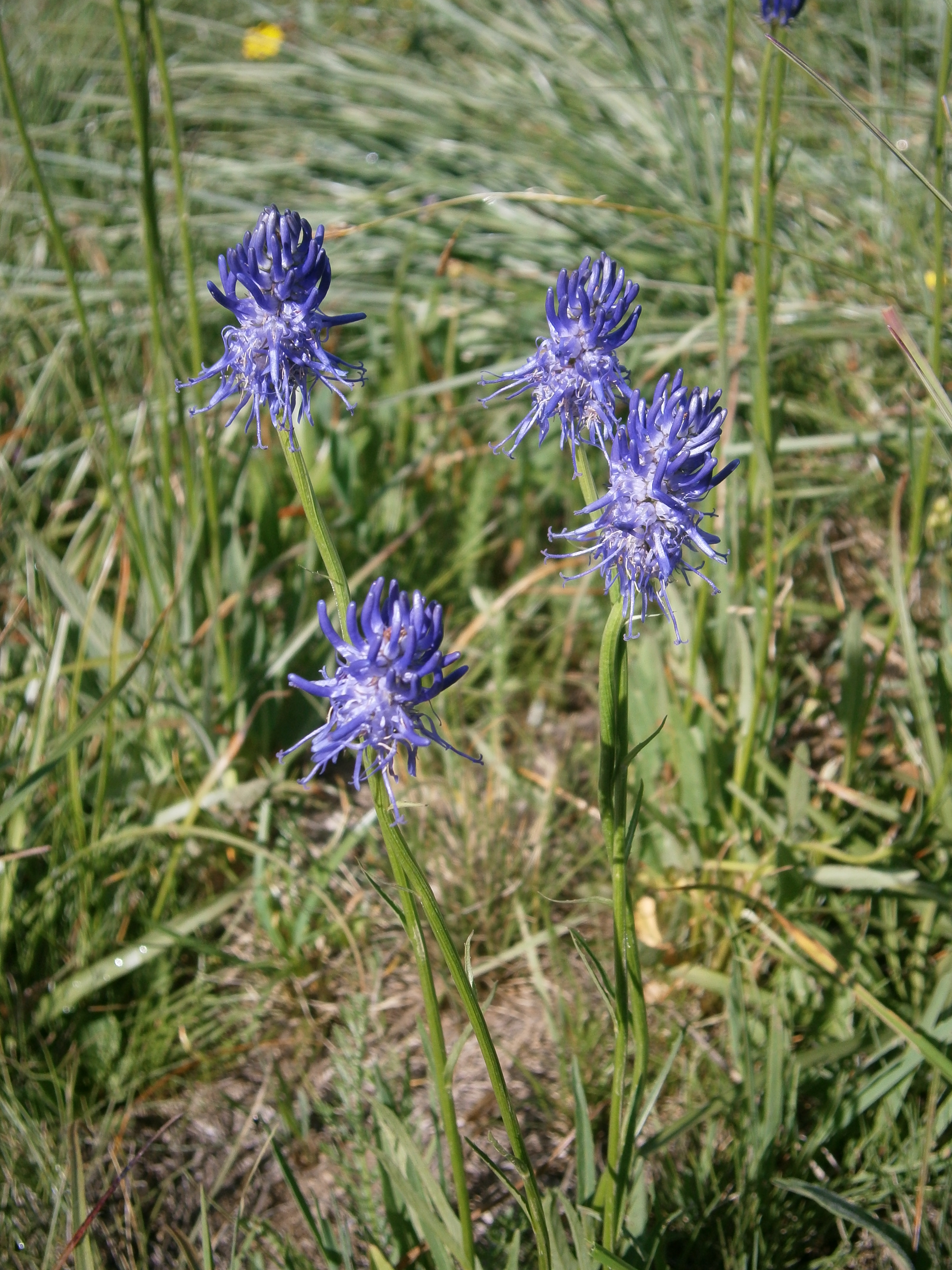
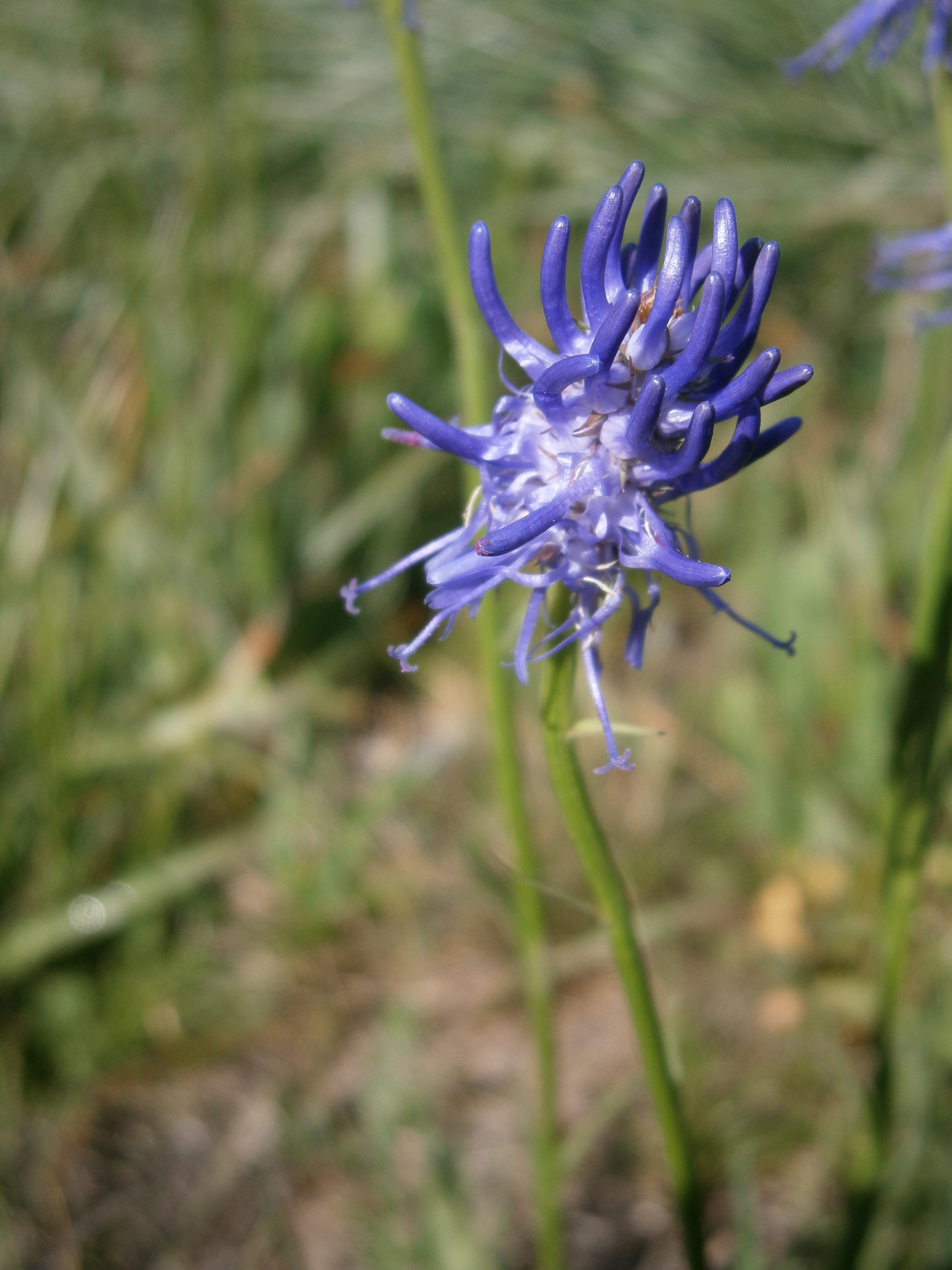
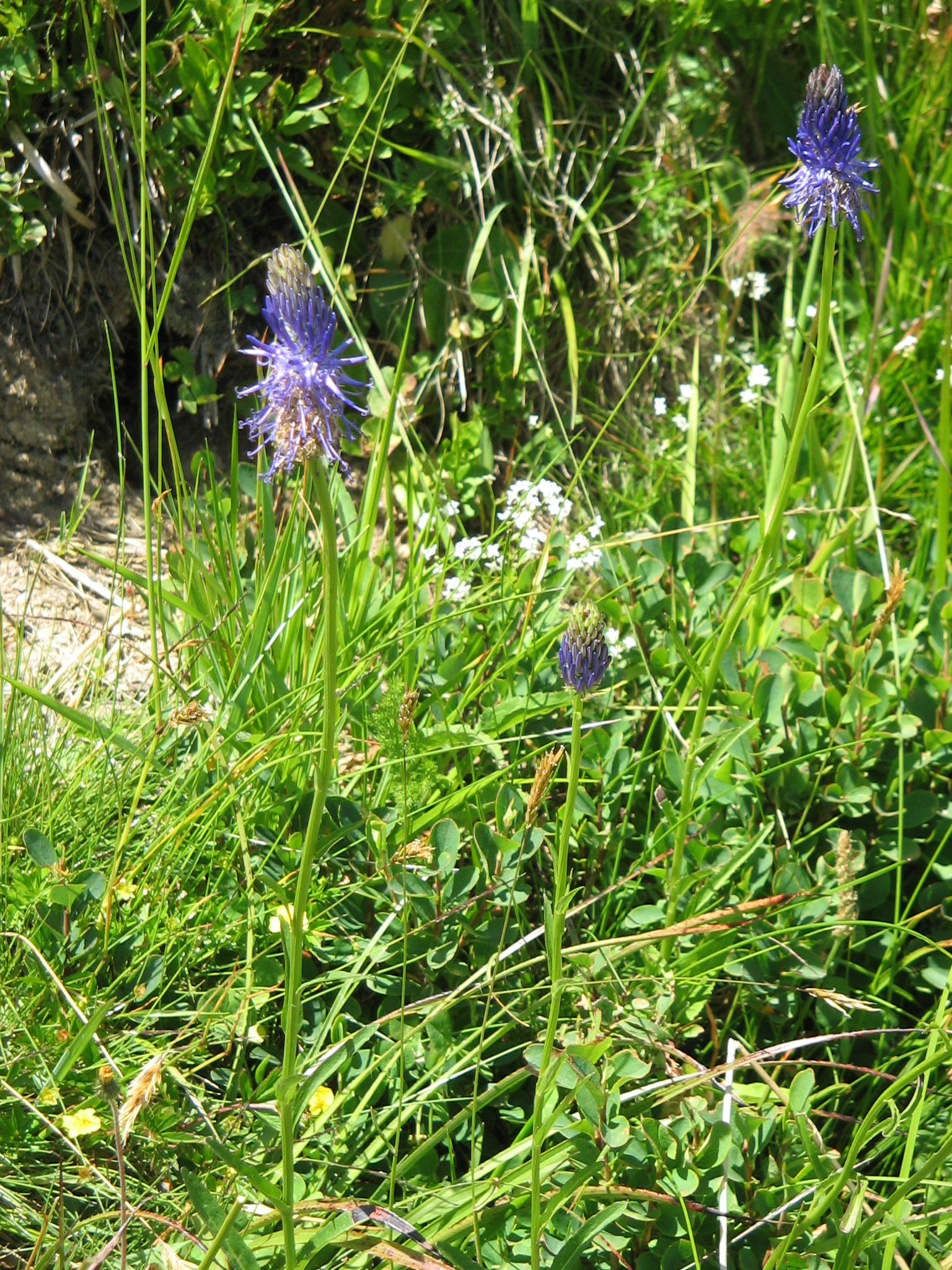
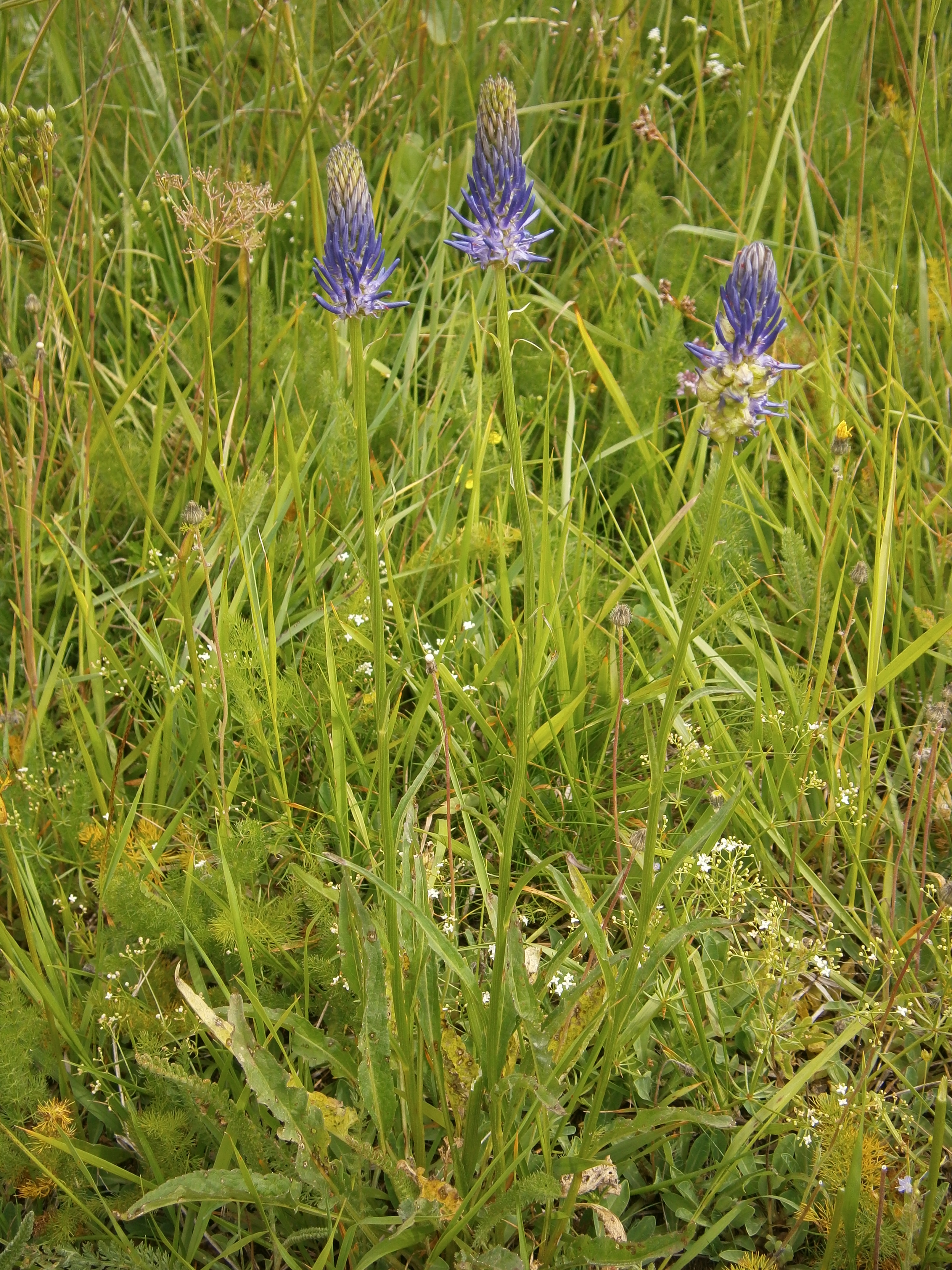
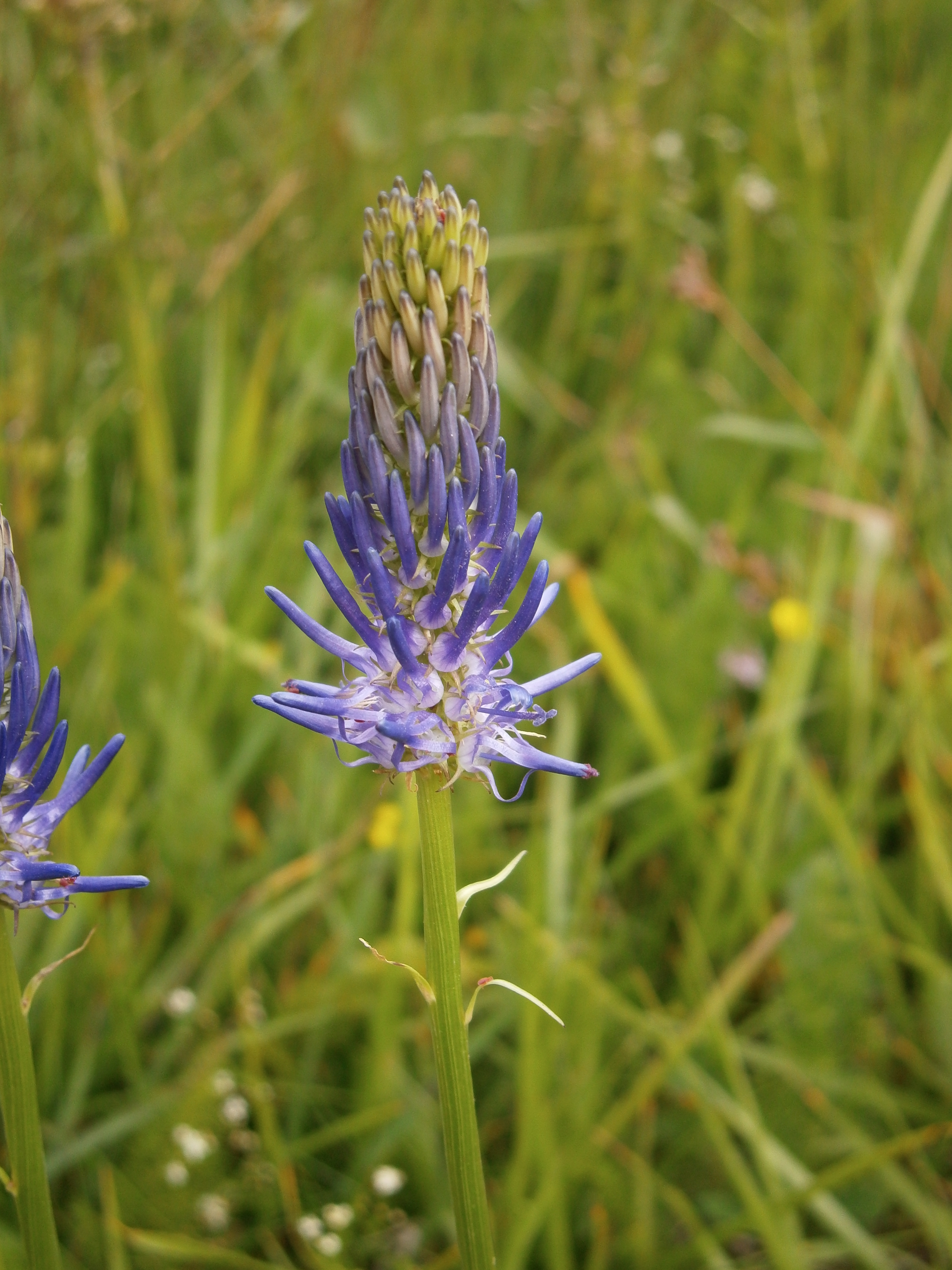